# Гочихр
Гочихр — правитель одного из небольших царств в Парсе.
Согласно древнегреческому писателю Исидору Харакскому, отрывок сочинения которого приведен у Лукиана, Гочихр организовал заговор и «предательски убил» свого брата Артаксеркса. Как отметил американский иранист Р. Фрай, имя Гочихра является «обычным иранским именем, хорошо этимологизируемым», поэтому его появление в исторических источниках не является чем-то неожиданным. Гочихр принадлежал к роду Базрангидов, властвовавших, вероятно, по замечанию М. М. Дьяконова, с начала II века одним из мелких царств в Парсе с резиденцией в Стахре. Это княжество находилось в вассальной зависимости от Парфии. Возможно, по мнению Р. Фрая, Гочихр также чеканил свои монеты, однако они пока не обнаружены. Исследователь назвал представительницу рода Базрангидов Рамбехешт, на которой, согласно преданию, женился Сасан, дочерью Гочихра. По свидетельству средневекового исламского историка Ат-Табари, после представления Гочихру семилетнего Ардашира того отдали на воспитание правителю крепости Дарабгирд евнуху Тире. Повзрослевший Ардашир и его отец Папак, стремившиеся к расширению владений за счёт соседних земель, низложили и убили Гочихра. По предположению М. М. Дьяконова, это произошло около 212 года; в «Истории Ирана» указанные события датируются 208 или 209 годом. Папак обратился к Артабану V с просьбой дать разрешение посадить на место Гочихра своего старшего сына Шапура. В этом было отказано, однако Шапур всё равно стал правителем в Стахре.